# Gornji Humac
Gornji Humac falu Horvátországban, Split-Dalmácia megyében. Közigazgatásilag Pučišcához tartozik.

## Fekvése
Splittől légvonalban 32 km-re délkeletre, a supetari kompkikötőtől  légvonalban 16, közúton 34 km-re délkeletre, községközpontjától légvonalban 5, közúton 10 km-re délre a Brač-sziget keleti részén a Humac-hegy enyhe lejtőin szétszórtan fekszik. A sziget belsejében vezető főutak itt ágaznak szét Selca, Bol és Pražnica irányába.

## Története
Területén már a történelem előtti időkben is éltek emberek, ezt igazolják a környékén egészen a délnyugati Vidova Goráig található halomsírok, melyek körül soknak a feltárása még várat magára. Sehol máshol a szigeten nem található ennyi halomsír. A horvát szakemberek többet közülük középkori horvát halomsírnak tartanak. A horvátok ősei, akik a 7. században kezdtek letelepedni a szigeten a sv. Mihovil-hegy környékén alapítottak települést, ahol egy halomsíros temető is található. A Gradišće és Gradac helynevek itteni erődítményekre utalnak, melyeket valószínűleg még az illírek építettek és a horvátok ősei is használtak. A brači fennsíkok közül a gornji humaci rendelkezett a legkövérebb legelőkkel, mivel még a nyári időszakban is elegendő esőt kapott, így különösen alkalmas volt az állattenyésztésre. Már az 1. században élt Idősebb Plinius is megemlíti, hogy a sziget kecsketenyésztőiről híres, emellett nagy számú juhot is tenyésztettek itt.
Bár az 1184-ben kelt povljai oklevél már több, a mai Gornj Humac területére eső helynevet említ, a települést magát csak 1250-ben „Hlmcane” alakban említik először. Lakói a múltban állattartással, favágással és értékesítéssel, valamint méhészettel foglalkoztak. Később amikor velencei utazó Alberto Fortis dicséri a brači juhászok sajtját és húsát valószínűleg az itteni termékekre gondolt. Kezdetben több középkori település (Dubravica, Graca, Mošuja, Pothum és Straževnik) is volt a területén. Ezek a 15. és 16. század folyamán főként a pestisjárványok miatt néptelenedtek el. Mošuja és Dubravica még Gornji Humacnál is népesebb volt egykor. Mindkettőnek saját temploma és temetője is volt. A Szent Nedilje templom a Gracán fekvő temetőjével, illetve a Szent Mihály templom a Mindenszentek kápolnánál fekvő temetőjével. A településnek 1608-ban 370, 1702-ben mintegy 400, 1708-ban 470 lakosa volt. 1760-ban a vizitátorok 320, 1763-ban 350 lakost számláltak. A velencei uralomnak 1797-ben vége szakadt és osztrák csapatok vonultak be Dalmáciába. 1806-ban a sziget az osztrákokat legyőző franciák uralma alá került, de Napóleon lipcsei veresége után újra az osztrákoké lett. A lakosság hagyományos megélhetését az állattartás, a szőlő- és olajbogyó termesztése biztosította. 1918-ban az új szerb-horvát-szlovén állam, majd később Jugoszlávia része lett. 1943-ban a település teljesen leégett, majd 1944-ben újra felgyújtották, de teljesen újjáépítették. A háború után a szocialista Jugoszláviához tartozott. A település 1991 óta a független Horvátország része. 2011-ben a településnek 271 lakosa volt, akik főként mezőgazdasággal foglalkoztak.

## Népesség
| Lakosság változása | Lakosság változása | Lakosság változása | Lakosság változása | Lakosság változása | Lakosság változása | Lakosság változása | Lakosság változása | Lakosság változása | Lakosság változása | Lakosság változása | Lakosság változása | Lakosság változása | Lakosság változása | Lakosság változása | Lakosság változása |
| ------------------ | ------------------ | ------------------ | ------------------ | ------------------ | ------------------ | ------------------ | ------------------ | ------------------ | ------------------ | ------------------ | ------------------ | ------------------ | ------------------ | ------------------ | ------------------ |
| 1857               | 1869               | 1880               | 1890               | 1900               | 1910               | 1921               | 1931               | 1948               | 1953               | 1961               | 1971               | 1981               | 1991               | 2001               | 2011               |
| 271                | 311                | 352                | 438                | 477                | 506                | 0                  | 452                | 376                | 392                | 381                | 323                | 281                | 324                | 276                | 271                |

(1921-ben lakosságát Pučišćához számították.)

## Nevezetességei
- Szent Miklós püspök tiszteletére szentelt plébániatemploma[4] mai barokk formáját a 17. és 18. században kapta. A plébániatemplom eredetileg a középkorban, valószínűleg a 15. században épült és a Sarlós Boldogasszony tiszteletére volt szentelve. Első írásos említése a 16. században egy püspöki vizitáció során történt. A régi templomból a falak egy része és a szentély belső fala maradt meg, ehhez építették hozzá az új falakat. A templomot Giacomo Poltati püspök szentelte fel 1764-ben. Két oltára van, a harmadik az újabb előírások szerint készített szembemiséző oltár. Berendezéséből kiemelkedik Juraj Dalmatinac késő gótikus 15. századi triptichonja, mely a Madonnát gyermekével, valamint Szent Mihályt és Szent Miklóst ábrázolja. A šibeniki katedrális apszisában elhelyezett triptichonra emlékeztet. A művészeti értékek közül még említésre méltók Keresztelő Szent János faszobra, valamint a velencei Baldassare D’Anna a Rózsafüzér királynőjét ábrázoló képe a 17. század elejéről. A templom karcsú, piramisban végződő harangtornya a velencei campanilék mintájára épült, harangját 1512-ben öntötték.
- Értékes műemlék még a temetőben található román stílusú Madonna-kápolna,[5] melyet a sziget többi szakrális épületéhez hasonlóan többször átépítettek. Itt található Nikola Firentinac 15. századi domborműve, mely a Madonnát ábrázolja gyermekével két oldalán a kezében kulcsokat és könyvet tartó Szent Péter és a zsákruhás Keresztelő Szent János látható. Az alkotás eredetileg triptichon volt, de később a két mellékalakot leválasztották és az oltár két oldalán kialakított fülkékbe helyezték. Összhatása azonban így is megmaradt. Említésre méltó még a barokk kovácsoltvas korlát, mely nagyon ritka a dalmát szigeteken.
- A kis Szent Rókus templomot a 16. században építették a járványok ellen védő szent tiszteletére. Szent Rókus kultusza ekkoriban nagyon erős volt, különösen a pásztorok körében.
- A középkori Mošuja és Dubravica lakói építették a kis Mindenszentek templomot,[6] ahol temető is volt. Egyszerű kőépület, homlokzata felett kis harangtoronnyal.
- A Lokva nevű itató mellett áll a kis Mihály arkangyal templom.[7] Kődomborműve a szentet ábrázolja a sárkányon állva, kezében mérleget tartva. A templom körül temető volt.
- Bár a település a sziget belsejében található, módosabb lakói próbálták bebiztosítani magukat az esetleges kalóztámadások ellen. Két erődített udvarház is épült a településen a 16. század végén. Az egyik a Vrsalović-Pifar családé, melynek falán jól látszanak a puskalőrések és az építés ideje 1585. A másik a Brizić-Lukeš családé, melyet mára teljesen átépítettek.
- A Smrečevik-domb tetején, Brač déli oldalán található a 10.- 11. századi kora román stílusú Szent Kozma és Damján-templom.[8] Az egyhajós, félköríves apszissal rendelkező épület tört kőből épült, bőségesen használt vakolattal, a nyeregtetőt pedig kőlapokkal borították. A főhomlokzat tetején az oromzaton egyszerű kő harangdúc áll. A belső teret három az oldalfalakon kialakított három mélyedés tagolja, felül dongaboltozattal. Az apszis félkupoláján barokk falfestmények maradványai láthatók.
- A Szentlélek-templom[9] a 14. században épült gótikus stílusban. Egyszerű, egyhajós épület, félköríves apszissal és dongaboltozattal. A homlokzat felett a harangdúc megmaradt alsó része látható.